# Kurt Früh
Kurt Früh (12 de abril de 1915 - 24 de marzo de 1979) fue un director y guionista cinematográfico de nacionalidad suiza.

## Biografía
Nacido en San Galo, Suiza, e hijo de un empleado de correos, en 1926 se trasladó con su familia a Zúrich. Tras recibir formación lingüística y musical, y estudiar en la Universidad de Zúrich, en 1933 dirigió en el Zürcher Volksbühne. También inauguró varios cabarets, el Cornichon, el Bärentatze y el Die Pfeffermühle. Früh fue también guionista y actor, aunque finalmente se centró en la dirección. A partir de 1938 empezó a rodar películas y anuncios cortos de Central Film Zürich. En 1964 dirigió para Condor Films una película de treinta minutos de temática industrial sobre General Motors. 
En 1949 fue ayudante de dirección de Leopold Lindtberg. Polizischt Wäckerli (1955) fue su primer largometraje cinematográfico, rodado con una característica y detallada representación. Posteriormente dirigió el melodrama Oberstadtgass y el éxito de taquilla Bäckerei Zürrer. Después tuvo la oportunidad de rodar en Copenhague, con la estrella del cine alemán Heinz Rühmann como protagonista, la película Der Mann, der nicht nein sagen konnte (1958), aunque el resultado no tuvo éxito de público.
Tras otras películas como Hinter den sieben Gleisen, Café Odeon y Im Parterre links, desde 1964 a 1967 fue director Teatral de la Schweizer Fernsehen, y desde 1967 a 1969 profesor de cine del Museo de Diseño de Zúrich. En 1970 volvió a la dirección con Dällebach Kari, película protagonizada por Walo Lüönd, y en 1972 rodó su último film, Der Fall. 
Kurt Früh falleció en 1979 en Boswil, Suiza. Había estado casado con la actriz Eva Langraf (fallecida en 2009). Su hija es la famosa actriz, directora y dramaturga suiza Katja Früh.

## Selección de su filmografía
- 1955: Polizischt Wäckerli
- 1956: Oberstadtgass
- 1957: Bäckerei Zürrer
- 1958: Der Mann, der nicht nein sagen konnte
- 1959: Hinter den sieben Gleisen
- 1959: Café Odeon
- 1960: Der Teufel hat gut lachen
- 1962: Es Dach überem Chopf
- 1962: Der 42. Himmel
- 1963: Im Parterre links
- 1970: Dällebach Kari
- 1972: Der Fall